# Afronurus otus
Afronurus otus is een haft uit de familie Heptageniidae. De wetenschappelijke naam van de soort is voor het eerst geldig gepubliceerd in 2011 door Braasch & Jacobus.
De soort komt voor in het Oriëntaals gebied.